# Phélipeaux og Pontchartrain
Phélipeaux (også: Phelipeaux, Philippaux) og Pontchartrain var to fantomøer i søen Lake Superior i Nordamerika, som man på et tidspunkt troede var rigtige øer og som var vist på tidlige kort mellem Keweenaw-halvøen og Isle Royale.
De optrådte første gang på et kort af den franske kartograf Jacques-Nicolas Bellin. Senere blev de også medtaget på andre kort, bl.a. også på det såkaldte Mitchellkort fra 1755 af John Mitchell som i 1783 var grundlaget for fredsforhandlingerne i Paris mellem USA og det britiske Canada. Ifølge fredsaftalen skulle Phélipeaux tilhøre USA, og Pontchartrain den britiske krone.
Ekspeditioner i 1820'erne kunne ikke finde øerne, og de forsvandt fra kort lavet efter 1824. I dag antages det at Bellin opfandt øerne til ære for sin mæcen Louis Phélypeaux, Greve af Maurepas og Pontchartrain